# Askola
Askola [ˈɑskɔlɑ] ist eine Gemeinde mit 4763 Einwohnern (Stand 31. Dezember 2022) in Südfinnland. Sie liegt am Unterlauf des Flusses Porvoonjoki im Küstenhinterland unmittelbar nördlich der Hafenstadt Porvoo. Im Gegensatz zu Porvoo ist Askola einsprachig finnisch.

## Gemeinde

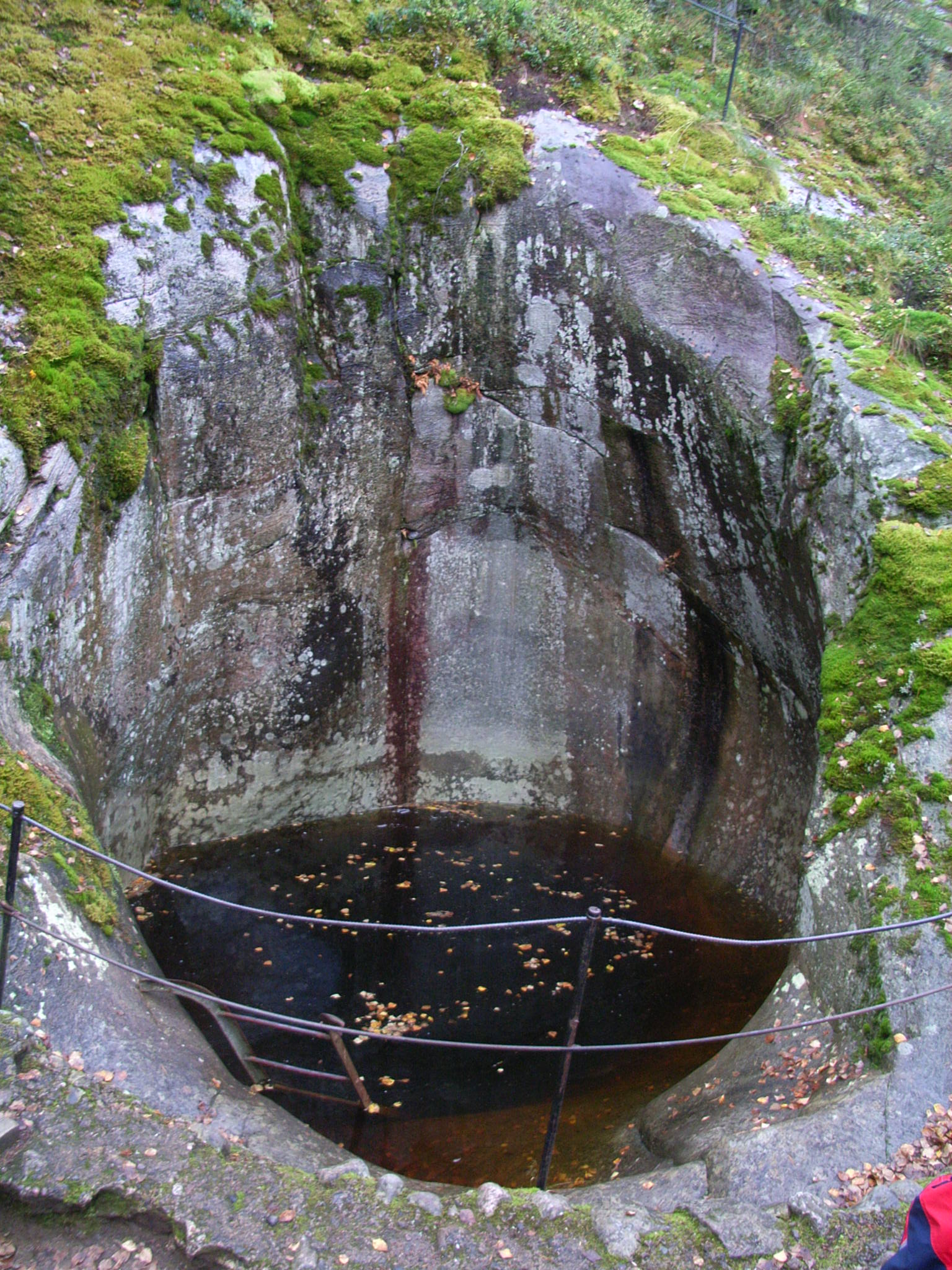
Gletschertopf (im Gebiet) Askolan hiidenkirnut

Die größten Orte der 1896 gegründeten Gemeinde sind der namengebende Ort Askola sowie Monninkylä. Zur Gemeinde zählen ferner die Dörfer Huuvari, Juornaankylä, Korttia, Nalkkila, Nietoo, Puhar-Onkimaa, Särkijärvi, Tiilää, Vahijärvi und Vakkola.

## Wappen
Beschreibung des Wappens: Im silbernen Schild ein roter bogenförmig geschärfter Mühlstein, der mit rotbeblätterten drei Rosen besteckt ist.

## Geschichte
Unweit von Askola wurde um 7500 v. Chr. von den Leuten der Askola-Kultur in einem Steinbruch Quarzgestein abgebaut.

## Sehenswürdigkeiten
Sehenswert ist die 1797–1799 erbaute Holzkirche, in der sich eine reich verzierte barocke Kanzel befindet, die als Siegesbeute von finnischen Söldnern im Dreißigjährigen Krieg aus einer deutschen Kirche hierher gelangte.
Etwa sieben Kilometer nördlich von Askola liegt Askolan hiidenkirnut, ein Gebiet mit bedeutenden eiszeitlichen Gletschertöpfen.